# Village Patrimoine

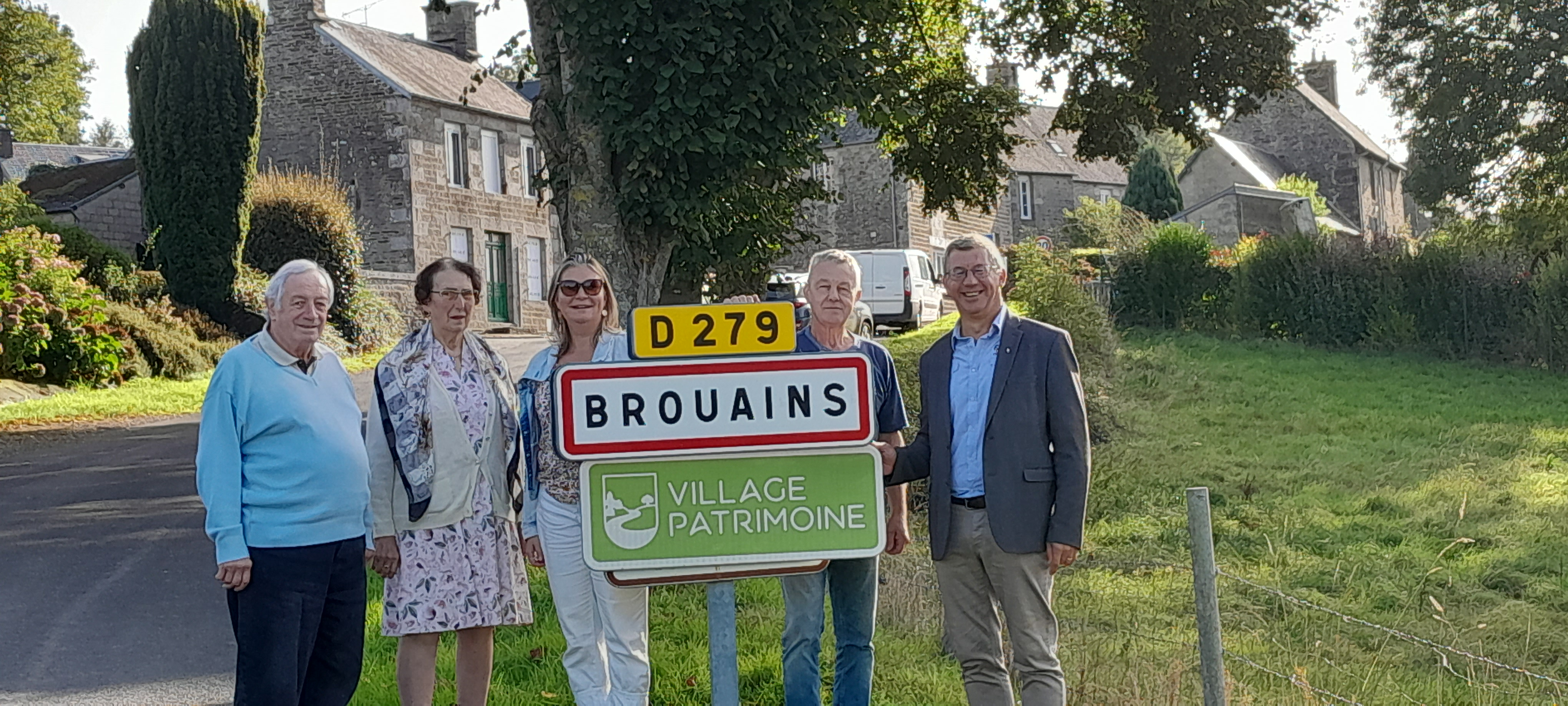
Entrée de village à Brouains en Normandie.

Village Patrimoine est un label français non officiel donné à des communes œuvrant à la mise en valeur de leur patrimoine culturel. 
En 2024, il existe 61 communes labelisées « Village Patrimoine », situées dans la Manche en Normandie ainsi que dans les Hauts-de-France.

## Historique

### Label homonyme de 2003
Un label homonyme a existé en 2003 lorsque le 6 novembre 2003, l'association « Pays de la Baie du Mont-Saint-Michel », sise à Avranches a déposé la marque « Village Patrimoine » et un logotype associé. Cette marque a expiré le 5 novembre 2013. Cette initiative visait à promouvoir et à dynamiser les petites communes rurales dans un objectif de développement local. En 2008, cette initiative s'élargit à des communes des départements du Nord et du Pas-de-Calais.

### Création de l'«association nationale Village Patrimoine» en 2019
L'« association nationale Village Patrimoine » est créée le 8 décembre 2018.
Le 24 octobre 2020, cette association dépose la marque « VILLAGE PATRIMOINE » et un logotype associé.

## Objet
Ce label ne concerne pas des villages individuellement mais des réseaux de villages appartenant à un même territoire.
Comme les Petites Cités de Caractère de France ou Les Plus Beaux Villages de France, Village Patrimoine gère une marque de certification avec son propre référentiel. Le label est porté par l'association nationale éponyme dont le siège social se situe à Le Mont-Saint-Michel, commune elle-même labellisée le 7 octobre 2023). Village Patrimoine vise à animer et développer l'attractivité des territoires ruraux. Il s'adresse aux communes volontaires (de moins de 2 500 habitants) désireuses d'intéresser les habitants aux patrimoines environnants (bâti, architectural mais aussi naturel et immatériel) et d'en faire découvrir les atouts.
Il ne s'agit pas d'un label officiel mais d'une certification privée qui a pris une dimension nationale en se développant dans l'ex-région Nord-Pas-de-Calais.

## En Normandie

### Dans la Manche
Au 8 octobre 2023, il existe 18 villages labellisés : 
Beauchamps -  Brouains - Cérences - Équilly -  Folligny -  La Lucerne-d'Outremer - Le Mesnil-Aubert - Le Mesnil-Ozenne - La Meurdraquière - Le Mont-Saint-Michel - Le Neufbourg - Le Petit-Celland - Montjoie-Saint-Martin -  Saint-Jean-le-Thomas  - Saint-Pierre-Langers - Saint-Planchers -  Savigny-le-Vieux - Vains

## Dans les Hauts-de-France
En 2024, 43 communes sont labellisées dans les Hauts-de-France.

### Dans le Pas-de-Calais
Aix-En-Issart - Amettes - Beaumetz-Les-Loges - Blangy-Sur-Ternoise - Boubers-Sur-Canche - Bours - Buire-Au-Bois - Bullecourt - Conchy-Sur-Canche - Croisilles - Douriez - Dury - Ecourt-St-Quentin - Eterpigny - Etrun - Fouquières-lès-Béthune - Guarbecque - Habarcq - Haucourt - Hermaville -  Marles-Sur-Canche - Monchy-le-preux - Mont-Bernanchon - Mont-Saint-Eloi - Mouriez - Neuville-Sain-Vaast - Noeux-Les-Auxi - Norrent-Fontes - Palluel - Pas-En-Artois - Rocquigny - Saudemont - Savy-Berlette - Sericourt - Sibiville - Siracourt - Thelus - Vieil-Hesdin - Vitz-Sur-Authie - Wailly - Wamin - Willeman - Willencourt

### Dans le Nord
En Flandre intérieure, Village Patrimoine n'est plus présent depuis 2021.